# Ripoli (Corropoli)
Ripoli is een plaats (frazione) in de Italiaanse gemeente Corropoli.